# SdKfz 4
SdKfz 4 Gleissketten-Lastkraftwagen med smeknamn Maultier ("mula") var en tysk halvbandvagn under andra världskriget.

## Utveckling
SdKfz 4 utvecklades ur ett behov av att förbättra rörligheten hos de civila lastbilsmodellerna som man använde för att försörja den tyska armén på östfronten. De ursprungliga lastbilsmodellerna som armén använde hade stora problem i leran och isen på östfronten, och många måste överges. Därför utvecklades halvbandmodifieringar av en rad olika 3 tons lastbilar.
Total tillverkades cirka 22 500 av dessa halvbandslastbilar fram till 1944. Fyra huvudsakliga lastbilsmodeller ändrades. Det var 3t Opel-Blitz Type 3.6-36 S, 3 t Ford V8 Type G 398 TS/V 3000 S, Magirus Type S 3000 och 4.5 t Mercedes-Benz Type L 4500 R. 
De första tre modellerna försågs med en kopia av det brittiska Carden-Loyd bandaggregatet som användes på  Universal Carrier, medan den sista typen försågs med ett bandaggregat från Panzerkampfwagen II.

## Egenskaper
Genom att förse befintliga lastbilsmodeller med ett banddrivet aggregat baktill istället för originalaxeln med vanliga hjul kunde framkomligheten drastiskt förbättras. På fordonet kunde sedan ett raketställ appliceras. Fördelen gentemot en reguljär tanks var framför allt av ekonomisk art. Den var billigare att tillverka och drog mindre drivmedel. SdKfz 4 var trots bandkonverteringen relativt snabb vilket var särskilt viktigt då den var försedd med raketställ eftersom personalen var tvungen att flytta fordonet efter varje salva. Gjorde man inte det var SdKfz 4:an ett lätt byte för fientligt moteld.

## Varianter
- SdKfz 4 - Munitionskraftwagen für Nebelwerfer schweres Gleisk LKW Maultier 4,5t
- SdKfz 4/1 - 15 cm Panzerwerfer 42 auf Sf (15 cm Panzerwerfer 43?) auf 2t Maultier

## Bevarade exemplar
- På Saumur Tank Museum i Frankrike finns ett bevarat exemplar.
- På Militair - Historical Tankmuseum, Kubinka, Ryssland finns ett bevarat exemplar.